# Freddie Kirk
Freddie Kirk (født 1965) er en tidligere dansk atlet. Han var medlem af Kongerslev IF og Aalborg AK .

## Danske mesterskaber
- Bronze 1984 Højdespring 2,06
- Bronze 1983 Højdespring 2,08